# Acanthocereus occidentalis
Acanthocereus occidentalis ist eine Pflanzenart in der Gattung Acanthocereus aus der Familie der Kakteengewächse (Cactaceae). Das Artepitheton occidentalis bedeutet ‚westlich‘ und verweist auf das Verbreitungsgebiet im Westen Mexikos.

## Beschreibung
Acanthocereus occidentalis wächst strauchig und bildet Dickichte. Die schwachen, schlanken, häufig gebogenen, trübgrünen Triebe sind drei bis fünfkantig, bis 4 Meter lang und weisen Durchmesser von 4 bis 5 Zentimetern auf. Die Ränder der Triebe sind etwas gewellt. Die kleinen Areolen stehen 2 bis 4 Zentimeter voneinander entfernt. Die Dornen sind gelblich mit rötlichem Schein und vergrauen im Alter. Von den meist 4 Mitteldornen ist der obere 3 bis 7 Zentimeter, die übrigen 3 bis 4 Zentimeter lang. Es sind 6 oder mehr Randdornen vorhanden.
Die duftenden Blüten haben eine Länge von 14 bis 20 Zentimetern. Die birnenförmigen roten Früchte sind mit Dornen besetzt.

## Verbreitung und Systematik
Acanthocereus occidentalis ist im Westen Mexikos verbreitet. 
Die Erstbeschreibung wurde 1920 durch Nathaniel Lord Britton und Joseph Nelson Rose veröffentlicht.
In ihrer Synopsis der Tribus Hylocereeae von 2017 fassen Nadja Korotkova, Thomas Borsch und Salvador Arias die Art als Synonym von Acanthocereus tetragonus auf.

## Nachweise